# Tunnel Langes Feld

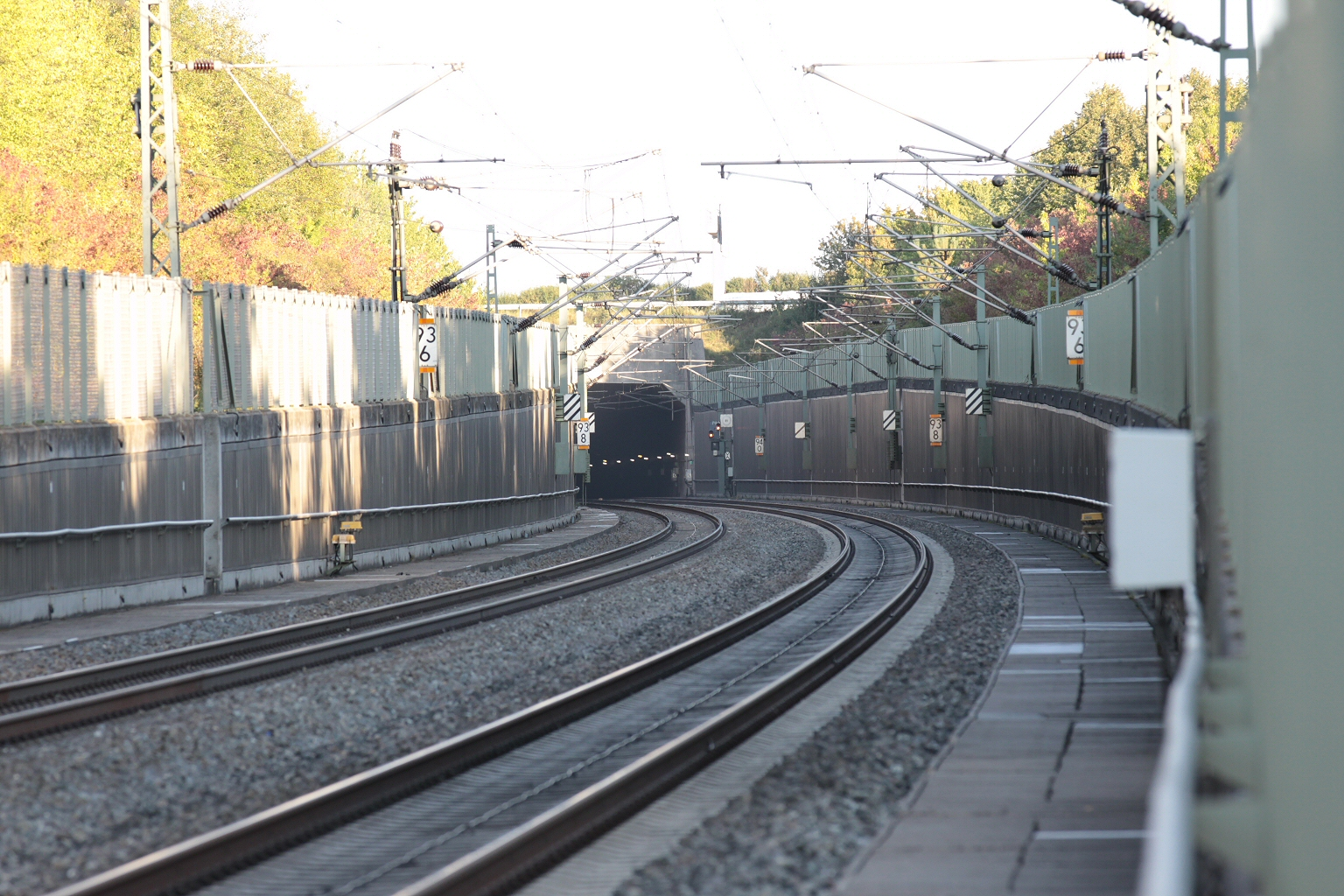
Das Nordwestportal des Tunnels

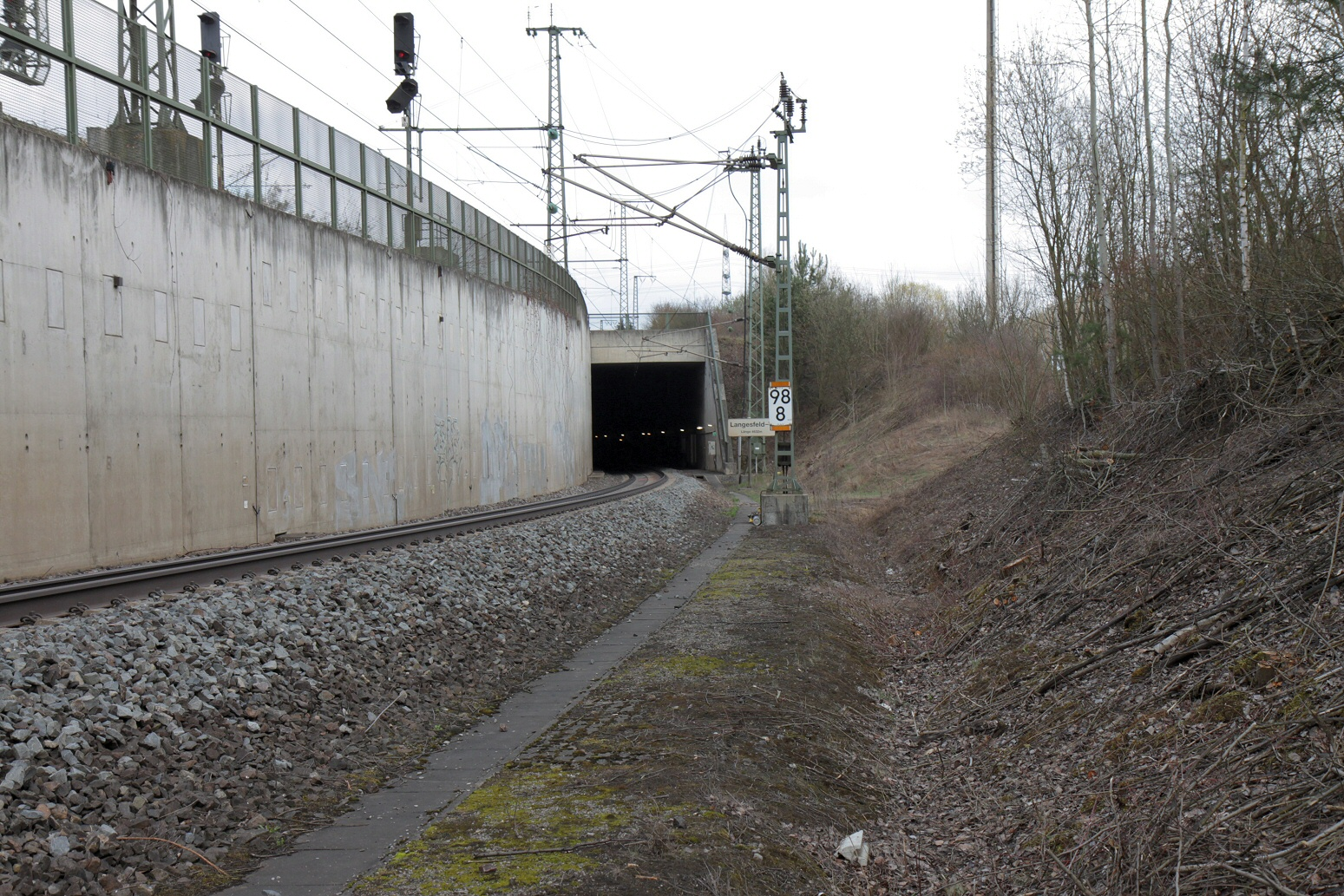
Das am weitesten südlich liegende Portal des Tunnels

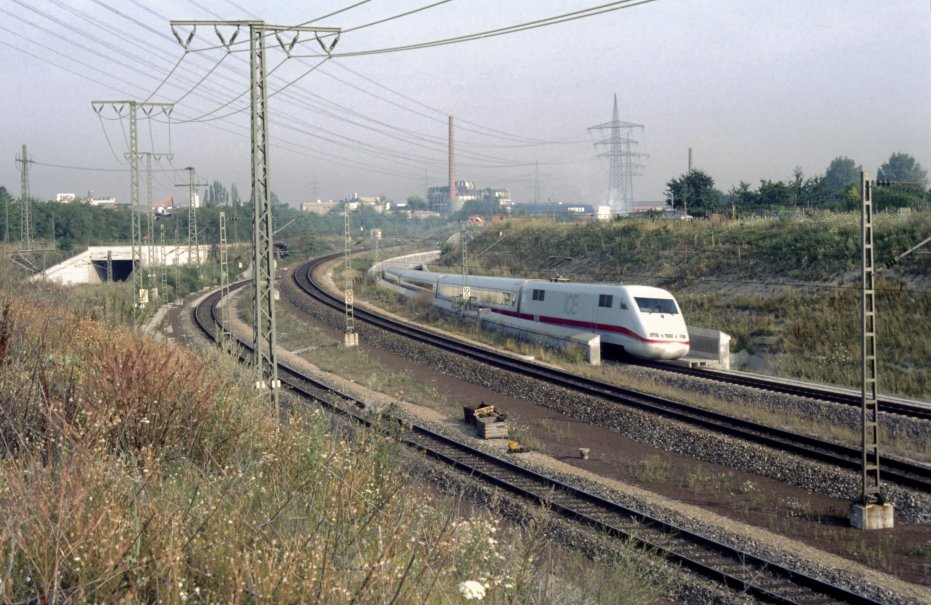
Die ICE Sprinter München–Frankfurt nutzten bis zu ihrer Einstellung als einzige planmäßige Personenzüge das sonst dem Güterverkehr vorbehaltene Portal der Verbindung von Stuttgart-Untertürkheim.

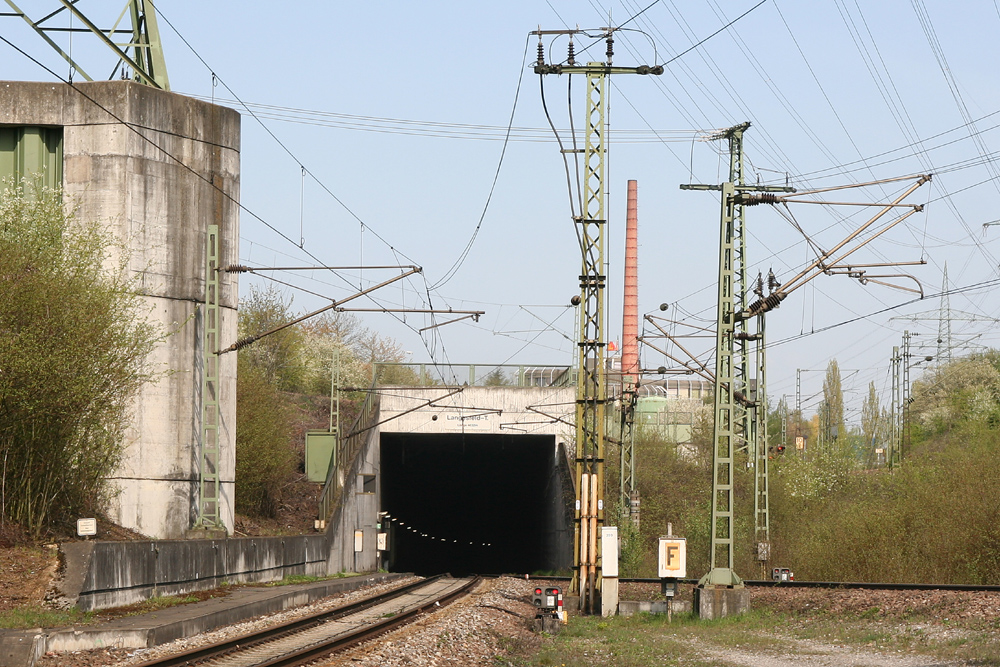
Am südöstlichen Portal des Tunnels verzweigt sich die Trasse Richtung Stuttgart Hauptbahnhof (links) und Stuttgart-Untertürkheim (rechts)

Der Tunnel Langes Feld oder Langes-Feld-Tunnel (an den Portalschildern auch Langesfeld-Tunnel) ist ein 1991 in Betrieb genommener Eisenbahntunnel der Schnellfahrstrecke Mannheim–Stuttgart zwischen Möglingen und Stuttgart. Er unterquert, teils mit mehreren Röhren, auf einer Gesamtlänge von bis zu 4632 m unter anderem die Landschaft des „Langen Feldes“ bei Stuttgart und trägt daher ihren Namen.
Die Gesamtlänge aller Tunnelröhren wird mit 5494 m angegeben, darunter 2281 m eingleisige Tunnel. Die zugelassene Höchstgeschwindigkeit liegt zwischen 100 und 250 km/h.

## Verlauf
Der Tunnel unterquert das Strohgäu in südwestlicher Richtung. Er unterfährt dabei, im Bereich des Nordwest-Portals, die Bundesautobahn 81 gefolgt von landwirtschaftlich genutzten Flächen. Bei km 96,28 wird die Solitudeallee unterfahren. Im weiteren Verlauf folgen die Unterquerung des Rangierbahnhof Kornwestheims (mit rund 60 Gleisen), der Güterbahn nach Untertürkheim und der viergleisigen Bahnstrecke Stuttgart–Bretten.
Der Tunnel verfügt über insgesamt vier Portale. Während im Nordwesten ein Portal zwei Gleise aufnimmt, liegen im südöstlichen Bereich, bei Stuttgart-Stammheim, drei (jeweils eingleisige) Portale:
- Ein Trogbauwerk (ab Streckenkilometer 93,4) führt in das beim Strecken-Km 94,11[5] (48° 52′ 16,5″ N, 9° 8′ 5,8″ O) liegende Nordwestportal. Die Röhre verläuft in südöstlicher Richtung mit zwei parallelen Gleisen auf einer Länge von 3212 m[1] und trennt sich, nach einer Überleitstelle (Streckenkilometer 95,8 bis 96,1), unterhalb des Rangierbahnhofs Kornwestheim,[6] beim Streckenkilometer 97,2 in zwei jeweils eingleisige Röhren auf:
- Die südliche der beiden Röhren wird planmäßig von Zügen Richtung Stuttgart genutzt. Es tritt im südöstlichen Bereich, bei Streckenkilometer 98,07[1] (48° 50′ 54,3″ N, 9° 10′ 21″ O) an die Oberfläche. Über eine Weiche, die unmittelbar auf das Portal folgt, wird in südöstlicher Richtung die Hauptstrecke in Richtung Stuttgart Hauptbahnhof erreicht. Abzweigend führt, in östlicher Richtung, ein Verbindungsgleis zur Strecke nach Stuttgart-Untertürkheim. Die Länge der Röhre wird mit 3961 m angegeben.[1]
- Die nördliche der beiden Röhren nimmt das planmäßig von Zügen in Richtung Mannheim befahrene Gleis auf, das beim Streckenkilometer 98,78[1] (48° 50′ 33,5″ N, 9° 10′ 26,5″ O) an die Oberfläche tritt. Mit einer Länge von 4632 m (laut Anschrift am Tunnelportal) ist die Röhre, von Portal zu Portal gemessen, deutlich länger als die von Zügen Richtung Stuttgart befahrene Röhre. Diesem Portal ist ein Voreinschnitt mit Stützwänden vorgelagert[7].
- Aus der Nordröhre fädelt am Abzweig Untertürkheim[8] beim Streckenkilometer 97,6 wiederum eine eingleisige Verbindung in zunächst südwestlicher Richtung aus und tritt bei 48° 50′ 57,7″ N, 9° 10′ 20″ O zwischen der Nord- und der Südröhre an die Oberfläche. Das Gleis überquert dabei, in südöstlicher Richtung, die in südlicher Richtung verlaufende Nordröhre und fädelt schließlich in die Güterumfahrung nach Stuttgart-Untertürkheim ein. Die Gesamtlänge dieser Röhre wird, auf einem Schild in der Nähe des Tunnelportals, ebenfalls mit 4632 m angegeben.

Die Trasse liegt im Bereich des Nordwestportals zunächst in einer Rechtskurve von 7000 m Radius, an die sich eine kurze Gerade anschließt. Daran schließt sich wiederum ein Rechtsbogen von 2000 m Radius an, gefolgt von einer weiteren Geraden. Kurz vor Unterquerung des Rangierbahnhofs folgt ein Rechtsbogen von 1700 m Radius. Nach einer kurzen Gerade folgt ein kurzer Linksbogen von 3000 m Radius, an den sich ein Rechtsbogen von 690 m Radius anschließt. Die an den Tunnel anschließende Einfädelung in das Bestandsnetz weist einen kurzen Linksbogen von 1800 m auf.
Die Gradiente der Röhren folgt dabei dem Verlauf des Geländes und fällt weitgehend Richtung Osten ab. Mit 325 m ü. NN liegt im Langes-Feld-Tunnel der höchste Punkt der Neubaustrecke. Etwa in der Mitte des Tunnels, kurz vor der Verzweigung der zweigleisigen Tunnels in zwei eingleisige Tunnel, liegt ein Gefälle von 11,42 Promille vor. Im Gleis von Untertürkheim, Richtung Mannheim, liegt die Längsneigung bei bis zu 18,5 Promille.
Die zulässige Höchstgeschwindigkeit im Gleis von Stuttgart-Zuffenhausen Richtung Mannheim beträgt zunächst 120 km/h, steigt dann auf 160 km/h an (ab km 97,9) und beträgt 190 km/h ab km 95,8 sowie 250 km/h ab km 94,8. Ab dem westlichen Tunnelportal (km 94,1) sind 280 km/h zugelassen. In Gegenrichtung sind wiederum 250 km/h ab dem westlichen Tunnelportal zugelassen, ab km 94,1 180 km/h, ab km 96,5 160 km/h sowie ab km 97,6 100 km/h. Sowohl die Abzweig- als auch die Überleitstelle im Tunnel sind mit 100 km/h befahrbar.
Eine Verbindungskurve zum Rangierbahnhof Kornwestheim war im nordwestlichen Bereich des Tunnels vorgesehen. Diese sogenannte Abzweigstelle Langes Feld wurde nachträglich vom Güterbeförderungsdienst der Bundesbahndirektion Stuttgart gefordert, um die Kornwestheim als Umschlagbahnhof nutzenden, zumeist nachts verkehrenden, Stückgüterzüge zu beschleunigen. Auch der übrige Güterverkehr von und nach Kornwestheim sollte damit beschleunigt werden. Die Kurve hätte sich im Langen Feld aus dem zweigleisigen Abschnitt im Abzweig Kornwestheim gelöst und wäre in eine enge Verbindungskurve in ostnordöstlicher Richtung übergegangen, die am nordwestlichen Rand des Containerbahnhofs an die Oberfläche getreten wäre (etwa bei 48° 51′ 37″ N, 9° 9′ 57″ O). Beim Bau der angrenzenden Westrandstraße wurde Ende der 1990er Jahre die entsprechende Fläche freigehalten und die Trasse der Straße um etwa 50 Meter verlegt. Die Verbindungsstrecke hätte die Nummer 4827 erhalten und wäre knapp einen Kilometer lang gewesen (Streckenkilometer 95,941 bis 96,900). Sie ist im Fahrtunnel in Form einer Aufweitung beim Streckenkilometer 96,2 – zwischen den beiden Weichenpaaren der Überleitstelle – vorbereitet, wurde aber nicht realisiert.
An das Westportal schließt sich ein bis zu 40 m breiter Einschnitt an. Die Fahrbahn liegt in diesem Abschnitt in einer Wanne mit beidseitigen Stützwänden, die teils schalldämmend ausgeführt wurden. Insgesamt schließen sich auf den drei Kilometern vor dem Tunnel drei Trogbauwerke von 690, 790 und 820 m Länge an. Ein weiteres, 270 m langes Trogbauwerk entstand am Abzweig Untertürkheim.
Nach dem Planungsstand von 1982 war zwischen der Abzweigstelle Langes Feld und der Überleitstelle bei km 89 eine Schutzstrecke vorgesehen. Diese wurde, ebenso wie die Abzweigstelle, nicht realisiert.
Geologisch werden, von oben nach unten, folgende Schichten durchörtert: eine künstliche Auffüllung, quartäre Deckschichten und Bachablagerungen, Gipskeuper, Lettenkeuper sowie der Obere Muschelkalk.

### Baulose
Aufgrund der besonderen Struktur des Tunnels, mit wechselnden Folgen von ein- und zweigleisigen Röhren, wurde der Tunnel in acht Baulose aufgeteilt:
| Bezeichnung                        | Länge  | Überdeckung | Bauweise                   | Gleise                                                     |
| ---------------------------------- | ------ | ----------- | -------------------------- | ---------------------------------------------------------- |
| Los Langes Feld                    | 2765 m | 1–9 m       | offen                      | 2                                                          |
| Los Rangierbahnhof Kr              | 440 m  | 1–6 m       | offen                      | 2 (beginnende Auftrennung der beiden Gleise)               |
| Los Lechler / Los Kreuzungsbauwerk | 765 m  | 0,5–13 m    | offen                      | Richtungsgleis Stuttgart                                   |
| Los Kreidler                       | 299 m  | 3–14 m      | offen                      | 2 (Richtungsgleis Mannheim, Einfädelung aus Untertürkheim) |
| Los Aufweitungsbauwerk             | 202 m  | 7–8 m       | offen                      | 2 (Gleise gen Mannheim, aus Feuerbach und Untertürkheim)   |
| Los Gleisdreieck                   | 678 m  | 3–12 m      | bergmännisch               | Richtungsgleis Mannheim                                    |
| Los Stammstrecke                   | 246 m  | 0,5–4 m     | offene bzw. Deckelbauweise | Richtungsgleis Mannheim                                    |

### Querschnitt
Der Langes-Feld-Tunnel weist eine Vielzahl unterschiedlicher Querschnitte auf. Von West nach Ost sind dies:
- Der zweigleisige Abschnitt Langes Feld weist eine lichte Weite von 12,30 m und eine Höhe von 6,50 bzw. 6,90 m über Schienenoberkante auf.[4] Der Gleismittenabstand beträgt 4,70 m.[19]
- Unterhalb des Rangierbahnhofs wird, bei einer Höhe von 6,50 m über Schienenoberkante, die lichte Weite von 12,30 m auf 17,60 m vergrößert, bis die zweigleisige Röhre in zwei eingleisige Röhren übergeht.[6]
- Im daran in der Nordröhre anschließenden, 299 m langen Los Kreidler wurde ein Rechteckquerschnitt mit 6,30 bis 6,60 m lichter Weite und 6,10 bis 7,00 m Höhe (über Schienenoberkante) verwirklicht.[5]
- Im Bereich der Zusammenführung der beiden aus Zuffenhausen und Untertürkheim kommenden Gleise in der Nordröhre weist das zweigleisige und teilweise durch eine Stützwand getrennte Bauwerk eine lichte Weite zwischen 7,25 und 17,40 m auf.[5] Die lichte Weite in den beiden Röhren liegt zwischen 6,30 und 10,15 m, die lichte Höhe zwischen 6,50 und 9,55 m. In den anschließenden eingleisigen Röhren liegt das Gleis aus Untertürkheim in einem Maulprofil, das Gleis aus Zuffenhausen dagegen in einem Rechteckprofil.[8]
- Im 678 m langen Los Gleisdreieck, in der das aus Zuffenhausen kommende Gleis Richtung Mannheim geführt wird, wurde ein Maulprofil mit einer lichten Weite von bis zu 8,00 m und einer Höhe von bis zu 7,58 m über Schienenoberkante realisiert.[5]
- In dem daran anschließenden, 246 m langen Abschnitt der Nordröhre (Los Stammstrecke), der zum Tunnelportal aus Richtung Zuffenhausen führt, wurde ein eingleisiges Rechteckprofil mit 6,60 m lichter Weite und 6,30 m Höhe über Schienenoberkante realisiert.[7][5] Die Höhe des Tunnels wurde aufgrund der Höhenlage der Gleise der darüber liegenden Stammstrecke reduziert.[12]
- Im 765 m langen eingleisigen Abschnitt der Südröhre (Lose Lechler und Kreuzungsbauwerk) wurde ein Querschnitt mit 6,30 bis 7,25 m lichter Weite und 6,50 m Höhe realisiert.[5]

## Geschichte

### Planung
1973 galt das Lange Feld als die höchstbewertete landwirtschaftliche Nutzfläche im Raum Stuttgart. Die Forderung nach einer Untertunnelung des Langen Feldes wurde vom Landkreis Ludwigsburg, dem Regierungspräsidium Stuttgart und von der Landesregierung unterstützt. Die Linienfindung in diesen Bereich war durch mehrere Zwangs- und Konfliktpunkte geprägt, insbesondere die Stadt Kornwestheim im Osten und den Stuttgarter Stadtteil Stammheim im Westen.
In der ersten offiziellen Trassenvariante der Neubaustrecke, die im Rahmen des Ausbauprogramms für das Netz der DB im August 1970 vorgestellt wurde, sollte die Strecke weiter nördlich, bei Ludwigsburg, in das Bestandsnetz einmünden. Nach weiteren Erörterungen wurde dieser Entwurf verworfen. Nicht zuletzt aus betrieblichen Erwägungen heraus fiel die Entscheidung, die Neubaustrecke näher an den Knoten Stuttgart heranzuführen und erst bei Stuttgart-Zuffenhausen einzufädeln. Für das Raumordnungsverfahren wurde dem Land Baden-Württemberg im Februar 1973 eine neu entwickelte Streckenführung übergeben.
Die zunächst vorgesehene tangential am Stuttgarter Stadtkern vorbeilaufende Neubaustrecke mit dem Ziel einer späteren Verlängerung Richtung Ulm/München und einem Abzweig Richtung Stuttgart Hauptbahnhof wurde zu Gunsten einer direkten Einbindung des Hauptbahnhofs aufgegeben.
Die so genannte Südtrasse sah einen Tunnel vor, der mit der Unterquerung der A 81 im Westen beginnen und im Bereich der Bestandsstrecke im Osten enden sollte. Diese weitgehend gerade Trasse wurde in das Raumordnungsverfahren eingebracht. Das 4270 m lange Tunnelbauwerk sollte auf einer Länge von mehr als 3,5 km mit der Bundesstraße 27a und der Landesstraße 1110 gebündelt werden. Etwa 2,9 km sollten unter landwirtschaftlichen Flächen liegen, 1,1 km im Bereich von Wohn- und Industriegebieten sowie 250 m auf Bundesbahngelände. Der Tunnel sollte in offener Bauweise erstellt werden. Nach dem Tunnel, in Stuttgart-Stammheim, war ein zweigleisig-höhenfreie Abzweig zum Rangierbahnhof Kornwestheim und dem geplanten Container- und Huckepack-Umschlagplatz vorgesehen. Im Anschluss daran sollte die Neubaustrecke zunächst parallel zur geplanten B 27a verlaufen, um diese schließlich zu unterqueren, um sich anschließend Richtung Stuttgart Hauptbahnhof (abzweigend) und der Güterumgehungsbahn (gerade, Richtung Untertürkheim) verzweigen sollte. Südlich des geplanten Umschlagsbahnhofs Kornwestheim (nördlich von Stammheim) sollte die Strecke die Bundesstraße in östlicher Richtung unterfahren. Damit sollte auch eine gerade Weiterführung der Strecke Richtung Ulm und München offengehalten werden, während die Anbindung des Stuttgarter Hauptbahnhofs über die Bestandsstrecke erfolgen sollte.
Am 13. September 1973 befasste sich der technische Ausschuss des Kornwestheimer Gemeinderats erstmals mit den Plänen der Neubaustrecke. Der Gemeinderat von Kornwestheim stimmte der Südtrasse letztlich mit geringfügigen Änderungen zu. 1974 sagte die Deutsche Bundesbahn zu, die Neubaustrecke westlich der Autobahn 81 in einem Tunnel zu führen.
Mitte der 1970er Jahre sollte der Tunnel gerade, zwischen einem Nordportal südwestlich von Möglingen und einem Südportal südwestlich des Rangierbahnhofs Kornwestheim, verlaufen. Im Bereich der Stuttgarter Einfädelung war dabei aufgrund zahlreicher Zwangspunkte in der Höhe vorgesehen, die beiden Gleise der Neubaustrecke auf zwei Etagen übereinander unterirdisch zu führen. Damit sollten sich die dicht aufeinander folgenden Ausfädelungen zum Rangierbahnhof und zum Hauptbahnhof ohne oberirdische Überwerfungsbauwerke in kurzer Länge realisieren lassen.
Aufgrund von Einsparungen 1976 wurde die so genannte Nordtrasse entwickelt und der weiteren Planung zu Grunde gelegt. Durch die Anfang April 1977 bekannt gegebene Planänderung sollte nach Bahnangaben die Tiefe des Tunnels von zuvor 32 auf 16 Meter reduziert und bis zu 35 Millionen DM eingespart werden. Die geplante Länge des Tunnels betrug 3360 m. Davon sollten 1920 m unter landwirtschaftlichen Flächen verlaufen, 1440 m unter Flächen der Bahn. Eine höhere Gradientenlage sollte dabei zu niedrigeren Aushubmassen führen. Dem Westportal sollte, bis zur Querung der A 81, ein Einschnitt von 740 m Länge vorgelagert werden. Wesentliche Nachteile der Südtrasse seien nach Bundesbahn-Angaben die betrieblich ungünstige und durch die notwendige Tunnelverlängerung teurere Anschluss der Neubaustrecke an die Güterbahn Richtung Untertürkheim erwiesen. Als Vorteile der Nordtrasse wurden dagegen die weitgehende Führung auf DB-Gelände und die Möglichkeit eines zweigleisig-höhenfreien Anschlusses an die Güterstrecke Richtung Untertürkheim genannt. Auch aufgrund hoher bautechnischer Risiken dieser Bündelungsabschnitte wurde diese Variante nach vertieften Untersuchungen schließlich verworfen und die Trasse um rund 800 m nach Norden verschoben. Diese später planfestgestellte Nordtrasse habe nach Angaben der Bundesbahn eine günstigere Linienführung, eine weitgehende Bündelung mit bestehenden Bahnanlagen und eine wesentlich geringere Inanspruchnahme fremden Geländes ermöglicht. Kritiker bemängelten, die Nordtrasse zerschneide ein überörtliches Gewerbegebiet.
Ende August 1977 beschloss der Kreistag des Landkreises Ludwigsburg einstimmig, keine Stellungnahme zu Einzelheiten des Projekts abzugeben, so lange die Deutsche Bundesbahn nicht alle Pläne für den Abschnitt zwischen Kornwestheim und Vaihingen (Enz) vorlege. Ferner forderte er der Bundesbahn auf, ein zusammenhängendes Planfeststellungsverfahren für den gesamten Abschnitt im Landkreis Ludwigsburg zu bilden.
Nach dem Planungsstand von Oktober 1977 war ein Tunnel von der A 81 bis in den Bereich von Stammheim vorgesehen. Daran sollte sich ein oberirdischer Abschnitt mit einem Abzweig zum Güterbahnhof Kornwestheim anschließen, auf den zwei kurze Tunnel mit einem kurzen dazwischen liegenden oberirdischen Abschnitt südlich des Güterbahnhofs folgen sollten. Das Neubaustrecken-Gleis Richtung Mannheim sollte in einem weiteren Tunnel die Bestandsstrecke unterqueren.
Von Juni bis Oktober 1978 verhandelte die Landesregierung mit dem Bundesministerium für Verkehr über zusätzliche Tunnelabschnitte im Langen Feld sowie im Stromberggebiet. In einer gemeinsamen Presseerklärung lehnten am 9. August 1978 indes Kornwestheim, Markgröningen, Möglingen, Schwieberdingen, Oberderdingen und Sternenfels die vorgelegten Planungen ab und stellten die Neubaustrecke als Ganzes in Frage. Im Zuge des im November 1978 zwischen Bundesverkehrsminister Kurt Gscheidle und Baden-Württembergs Ministerpräsidenten Lothar Späth vereinbarten 135-Millionen-DM-Pakets wurde die maximale Einschnittsbreite im Abschnitt zwischen der Landesstraße 1140 und der A 81 auf 40 Meter verringert. Die damit verbundenen Mehrkosten wurden mit 20 Millionen DM beziffert. Auf eine vollständige Untertunnelung des Langen Feldes sei verzichtet worden, nachdem Berechnungen Mehrkosten von 200 Millionen DM ergeben hätten.
Diesen Kompromiss lehnten Kornwestheim und Möglingen ab. Der Gemeinderat von Möglingen drohte Ende 1978 damit, das Projekt des in Kornwestheim geplanten Containerbahnhofs zu blockieren, soweit die Interessen der Stadt nicht berücksichtigt werden. Der Gemeinderat der Stadt Kornwestheim lehnte Ende 1978 die Nordtrasse einstimmig ab. Die Stadt kündigte an, bei einer Rückkehr auf die ursprünglich von der DB favorisierte Südtrasse ihren Widerstand aufzugeben und das Projekt des Containerbahnhofs zu unterstützen. Auch die Aktionsgemeinschaft Schnellbahntrasse kritisierte die Entscheidung. Entgegen früheren Zusagen sei das Lange Feld nicht untertunnelt worden. Die damit verbundenen Mehrkosten seien bei 70 Millionen DM statt der von der Bundesbahn behaupteten 200 Millionen. Sie warf Baden-Württembergs Ministerpräsident Späth vor, „umgefallen“ zu sein. Die Bundesbahn rechnete Ende 1978 aufgrund von Einwendungen im Planfeststellungsverfahren mit dem Baubeginn nicht vor 1983.
Im Februar 1979 erhob die Stadt Kornwestheim Klage gegen die Deutsche Bundesbahn, um dieser die Durchführung eines Planfeststellungsverfahrens für die Nordtrasse zu untersagen. Dieser Rechtsstreit wurde am 28. Juni 1979 vor dem Verwaltungsgericht Stuttgart beigelegt, nachdem sich die Bundesbahn formal dazu bereit erklärt hatte, die geforderten Linienverläufe in die Abwägung des Planfeststellungsverfahrens einzubeziehen. Mitte Juli 1979 stimmten die Bezirksräte von Zuffenhausen und Stammheim der Nordtrasse zu. Im Juni 1979 forderte der Ludwigsburger Kreistag in einer Stellungnahme gegenüber dem Regierungspräsidium, das gesamte Lange Feld zu untertunneln. Die Deutsche Bundesbahn bezifferte die damit verbundenen Mehrkosten dabei auf 50 Millionen DM. Der Möglinger Gemeinderat schloss sich Anfang Juli 1979 dieser Forderung an.
Zwischenzeitlich, im Mai 1979, forderte das Regierungspräsidium Stuttgart die Stadt Kornwestheim auf, einen Gemeinderatsbeschluss über eine mögliche Prozesskostenübernahme durch die Stadtkasse bei Rechtsstreitigkeiten zwischen Bürgern und der Bundesbahn – soweit sich private und städtische Interessen deckten – zurückzunehmen. Ende Juli 1979 klagte die Stadt Kornwestheim vor dem Verwaltungsgericht Stuttgart gegen einen Widerspruchsbescheid des Regierungspräsidiums, in dem der Stadt eine derartige Prozesskostenübernahme untersagt worden war. Auf einer Bürgerversammlung im März 1980 deutete der Oberbürgermeister von Kornwestheim an, die Stadt würde nur dann dem Bau eines von der DB geplanten Containerbahnhofs zustimmen, wenn die DB ihrerseits die Neubaustrecke auf dem Gebiet der Kornwestheimer Gemarkung in einem Tunnel führe.
Die Nordtrasse, die sich ab Unterquerung der Bundesautobahn (Streckenkilometer 94,1) von der Südtrasse unterschied, wurde schließlich realisiert.
Nach dem Planungsstand von Januar 1981 waren im Bereich des heutigen Langes-Feld-Tunnels drei Tunnelbauwerke geplant: Der Tunnel Langes Feld sollte demnach unmittelbar nördlich der A81-Unterquerung beginnen und südwestlich des Rangierbahnhofs Kornwestheim enden. Zwischen dem Tunnelende und dem folgenden Tunnel Rangierbahnhof sollte ein Verbindungsgleis zum Rangierbahnhof in südwestlicher Richtung eingefädelt werden. An den Tunnel Rangierbahnhof sollte sich wiederum, nach einem kurzen oberirdischen Abschnitt, der kurze Tunnel Stammstrecke anschließen. Anfang 1983 war dagegen bereits ein Tunnelbauwerk mit einer Länge von 3.928 m vorgesehen. Nach einem kurzen Stück offener Linienführung sollte sich daran der 230 m lange Tunnel Stammstrecke an das Bauwerk anschließen. Ebenfalls vorgesehen war der Tunnel Rangierbahnhof. Dieser kurze Tunnel, der den Rangierbahnhof Kornwestheim mit dem Langes-Feld-Tunnel verbinden sollte, war auch noch Mitte 1985 in der Planung enthalten.
Der nordwestliche Teil des Tunnelsystems, das 2,7 km Los Langes Feld, zählte im Planfeststellungsverfahren zum Planfeststellungsbereich 14 der Neubaustrecke, der sich von der Gemarkungsgrenze Markgröningen/Schwieberdingen bis zum Westrand des Rangierbahnhofs Kornwestheims (Streckenkilometer 96,654) erstreckte. Der südöstliche Teil bildete zum Planfeststellungsbereich 15.
Der Planfeststellungsbeschluss für den Abschnitt 15 wurde am 29. November 1983 erlassen und wurde am 7. März 1984 rechtskräftig. Es war der letzte Planfeststellungsbeschluss der Neubaustrecke, der Rechtskraft erlangte.
Mitte 1985 und Anfang 1986 war der Langes-Feld-Tunnel dabei mit einer Länge von 4.442 m geplant. Der zuvor geplante separate Tunnel Rangierbahnhof war dabei in dem Bauwerk aufgegangen.
In einem hydrologischen Gutachten wurde untersucht, ob die Mineralwasservorkommen von Bad Cannstatt und Berg durch das Projekt beeinträchtigt werden könnten.
Im Zuge der 1995 vorgelegten Machbarkeitsstudie für das Projekt Stuttgart 21 war eine direkte Schnellfahrstrecke von Kornwestheim zum Hauptbahnhof erwogen worden.

### Bau

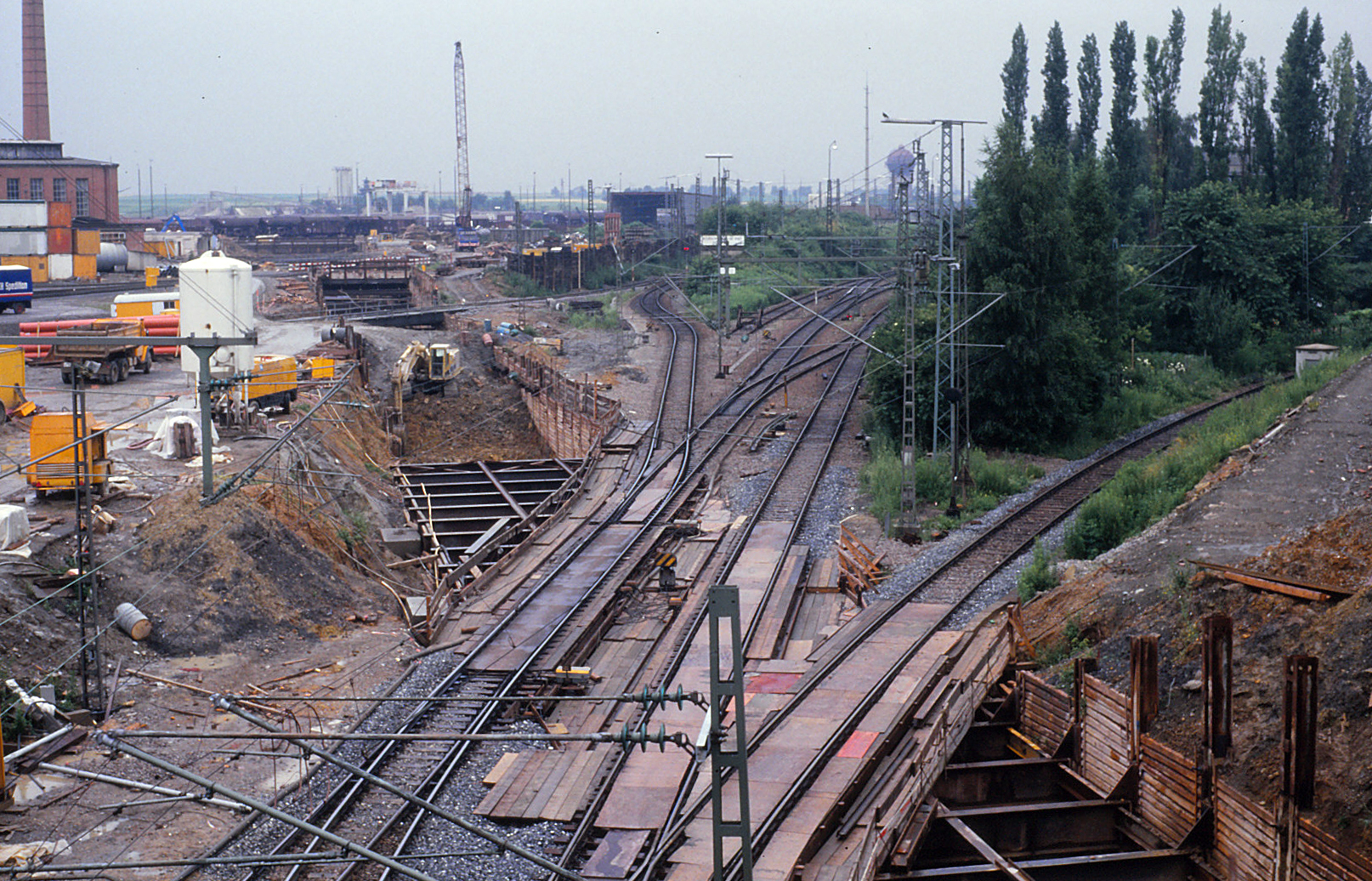
Behelfsbrücken überführen im Rangierbahnhof Kornwestheim die Baustelle des Langes-Feld-Tunnels (1987)

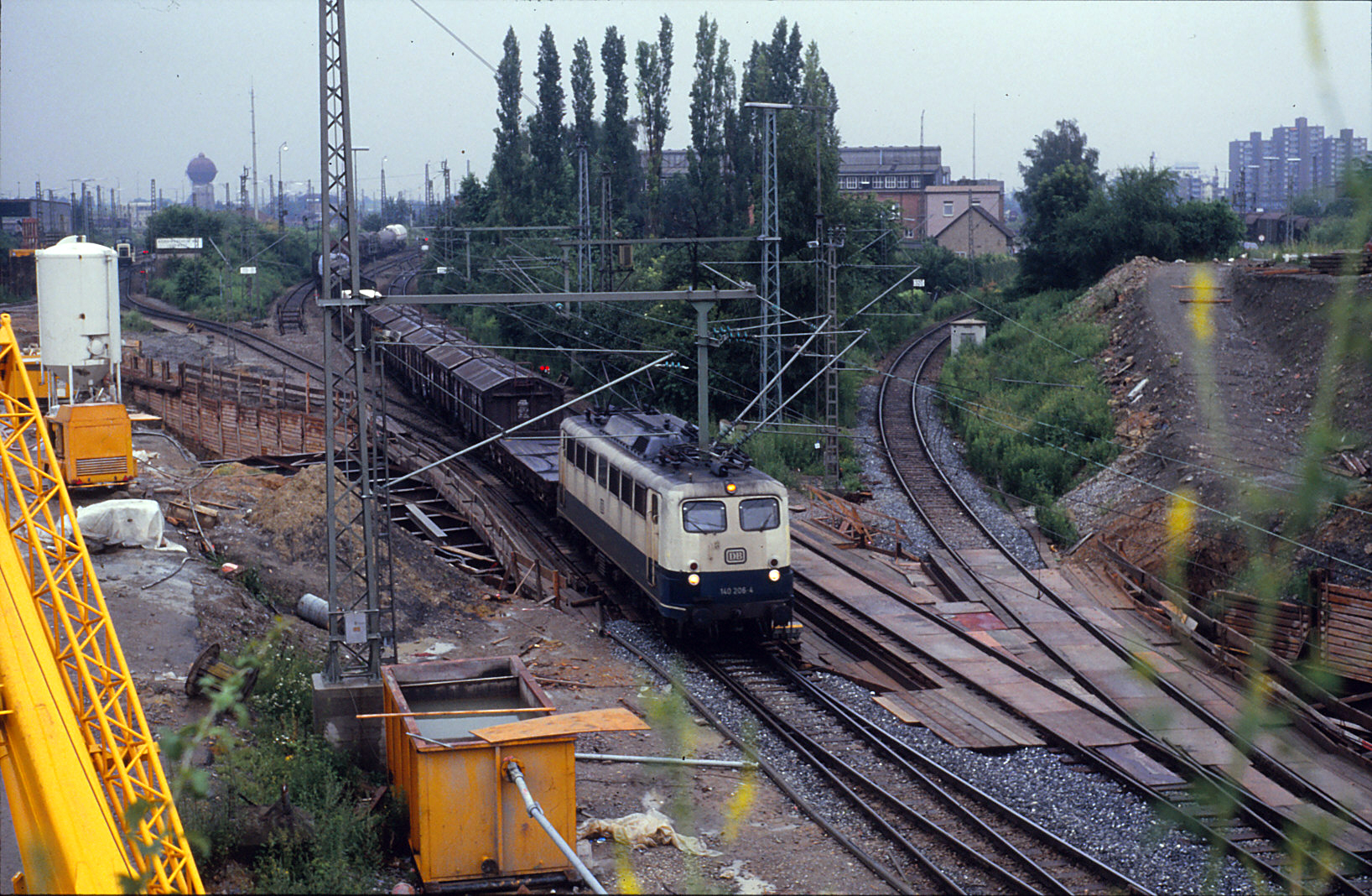
Ein Güterzug Richtung Stuttgart auf einer Behelfsbrücke über die Tunnelbaustelle

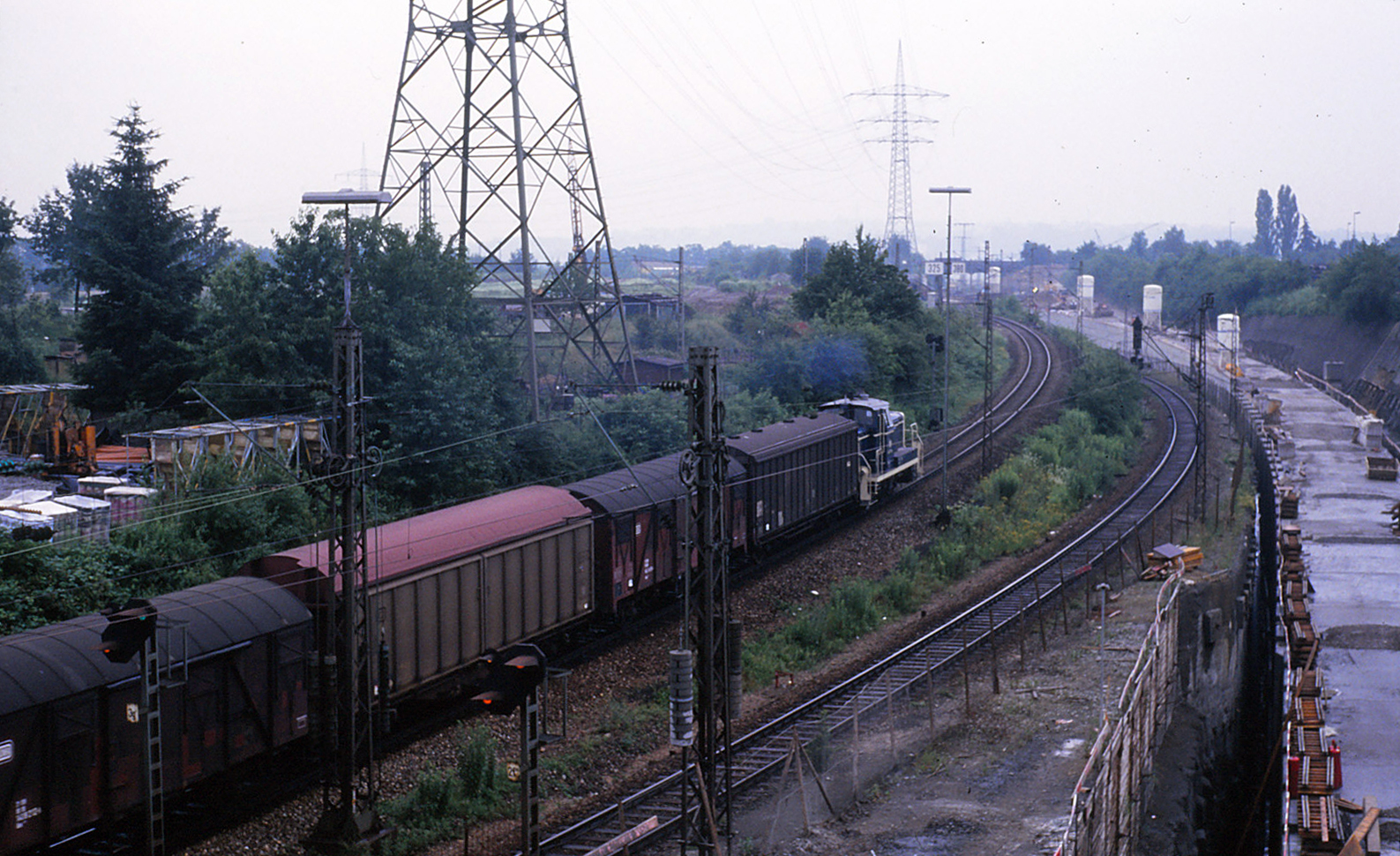
Ein Güterzug neben dem fertig betonierten, noch nicht überdeckten Tunnel (1987)

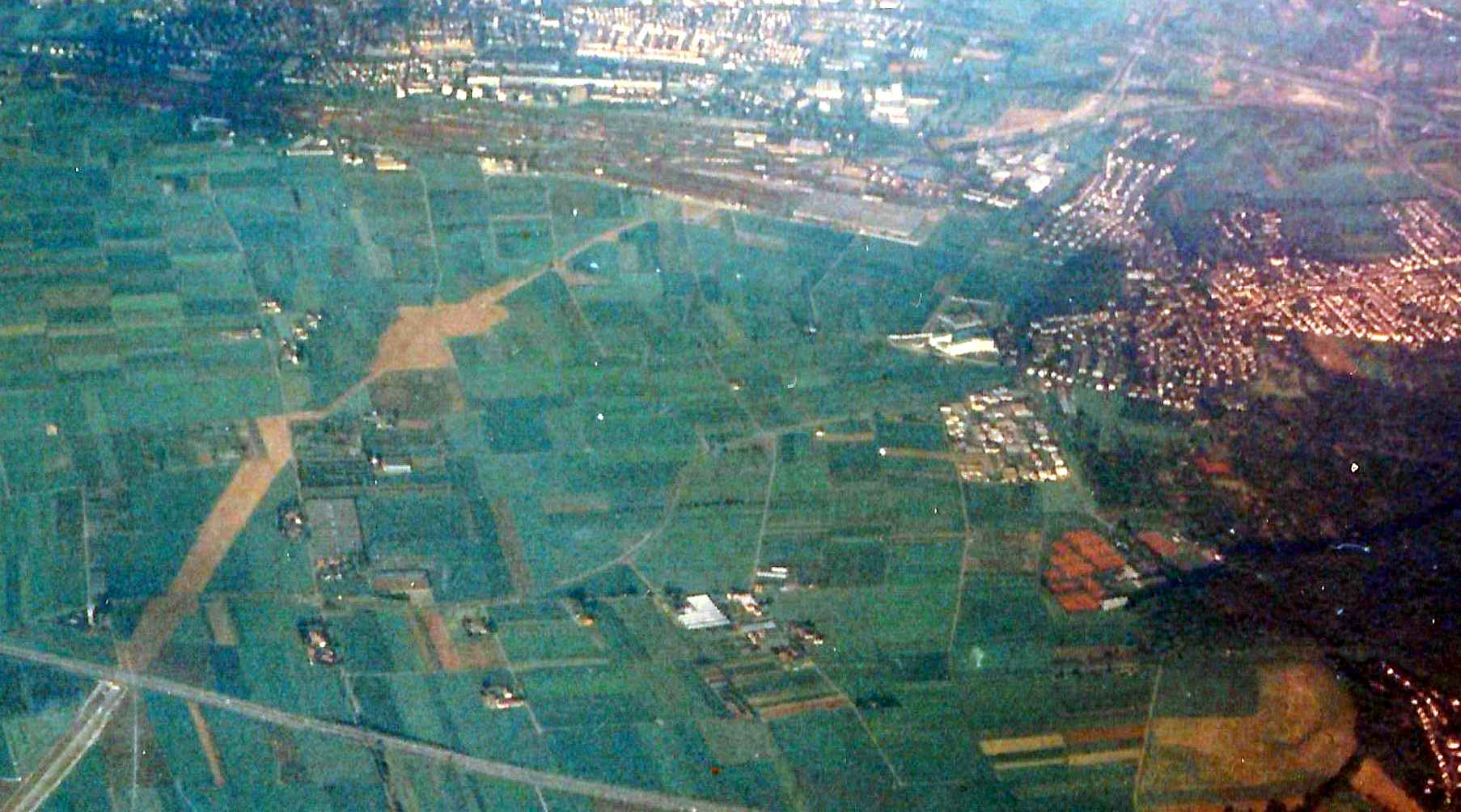
Der Tunnel nach der Überdeckung 1990. Links im Vordergrund ist die Autobahn mit dem Nordwestportal zu sehen.

Der Bau des Tunnels wurde, im Bereich des Rangierbahnhofs, am 17. Juli 1984 begonnen. Eine andere Quelle spricht von August 1984 als Baubeginn. Ein Teil der Bauarbeiten fand unter laufendem Bahnbetrieb auf dem darüber liegenden Rangierbahnhof statt. Am 11. Februar 1985 begann die Baustelleneinrichtung im Los Lechler unter beengten Verhältnissen.
Der Bau des Tunnels wurde in acht Lose unterteilt. Sechs der acht Abschnitte wurden in offener Bauweise errichtet: Nach dem Ausheben und Betonieren der Baugrube wurde das darüber liegende Gelände wiederhergestellt. Je nach örtlichen Verhältnissen wurde dabei, eine rechteckige, eine runde oder eine Form mit abgeschrägten Ecken realisiert.
Im Los Langes Feld, das etwa die Hälfte der Tunnellänge ausmacht, wurde der Tunnel mit einer frei geböschten Baugrube mit einer Gesamtbreite von 60 m errichtet. Neben Löß und Lößlehm stand im unteren Bereich der Baugrube harter Lettenkeuper an, der mit einer Raupe mit Reißzähnen und Felsmeißeln abgebaut wurde. Das Los reichte bis Kilometer 96,873. Im Spätsommer 1986 waren rund 900 m im Rohbau fertiggestellt.
Im 440 m langen Los Rangierbahnhof Kornwestheim waren 49 Gleise des Rangierbahnhofs zu unterqueren, bei denen der Betrieb auf 32 Gleisen weitgehend aufrechterhalten werden musste. Dazu wurden zahlreiche Hilfsbrücken errichtet. Das Baulos wurde von einer Arbeitsgemeinschaft der Unternehmen Bilfinger + Berger AG (Stuttgart), Ed. Züblin AG (Stuttgart), M. Fürth KG (Achern), J. Thalheimer (Stuttgart) und L. Weiss GmbH + Co. KG (Crailsheim) errichtet. Die geplanten Baukosten (Stand: ca. 1984) betrugen etwa 28 Millionen DM.
Als einziges Los wurde das Los Gleisdreieck im bergmännischen Vortrieb (Neue Österreichische Tunnelbauweise) errichtet. Dabei wurde der Fels mit Baggern und Fräsmaschinen bearbeitet. Die geringfügig über dem Tunnel liegenden Gleise wurden mit Gleishilfsbrücken abgestützt. Die Bezeichnung dieses Loses ergab sich aus der Lage zwischen drei Bahnstrecken: den Gütergleisen von und nach Zuffenhausen bzw. Untertürkheim sowie den Fern- und S-Bahn-Gleisen von und nach Stuttgart.
Die Baulose Kreidler und Aufweitungsbauwerk Untertürkheim wurden von vier Unternehmen errichtet. Von 633 m Gesamtlänge entstanden 132 m in bergmännischer Bauweise. Die kalkulierten Kosten (Stand: ca. 1987) betrugen 42 Millionen DM. Nach seiner Tunnelpatin wurde dieses Teilstück in der Bauphase auch als Frauke-Tunnel bezeichnet. Es wurde am 6. März 1987 angeschlagen und am 4. Dezember gleichen Jahres durchgeschlagen.
Das Los Stammstrecke wurde teilweise in einer Deckelbauweise, einer Mischform von bergmännischer und offener Bauweise, erstellt. Dabei wurden Bohrpfähle ins Erdreich getrieben und ein Deckel darüber betoniert. Während unter dem Deckel der Tunnel ausgehoben wurde, konnten die vorübergehend stillgelegten und entfernten Gleise wieder aufgebaut werden. Um den Betrieb auf den vier zu unterfahrenden Streckengleisen, die mit bis zu 200 Zügen pro Tag und Richtung befahren wurden, weitgehend aufrechtzuerhalten, wurde in drei Zwischenzuständen jeweils ein Gleis außer Betrieb genommen und die übrigen drei im neu eingerichteten Gleiswechselbetrieb unter Aufrechterhaltung des gesamten Zugverkehrs befahren. Die Überdeckung liegt in diesem Bereich bei bis zu 14 m. Die Bauarbeiten liefen von September 1985 bis August 1987; bereits im Frühjahr 1987 wurde der viergleisige Betrieb über dem Tunnelabschnitt wieder aufgenommen. Die Gesamtkosten betrugen rund 26 Millionen DM. Das Los wurde von der Arge Stammstrecke errichtet, die aus den Unternehmen Philipp Holzmann AG und Wolfer & Goebel GmbH & Co. gebildet wurde.
Die Ehefrau des Kornwesterheimer Oberbürgermeisters Ernst Fischer, Helga Fischer, übernahm die Patenschaft für die Baulose Kreidler und Aufweitungsbauwerk.
Pro Tag wurden bis zu 3000 Tonnen Abraum abtransportiert. Insgesamt fielen rund 750.000 m³ Ausbruchsmassen an.
Am Kreuzungsbauwerk entstand eine 107 m lange Bohrpfahlwand, an der Stammstrecke eine 208 m lange Bohrpfahlwand.
Die Gleisarbeiten im Tunnel begannen vor Abschluss der Rohbauarbeiten. Anfang 1989 war dabei der Oberbau (Schotter und Schwellen) auf einer Länge von 1.800 m eingebaut. Zunächst wurde darauf ein Baugleis verlegt. Im gleichen Jahr wurde der Tunnel im Rohbau fertiggestellt.
Die kalkulierten Kosten (Stand: 1988) des Tunnels lagen bei 209 Millionen DM. Der Langes-Feld-Tunnel zählt, neben der Durchquerung des Naturparks Stromberg, zu den (kilometerbezogenen) teuersten Bauwerken der Neubaustrecke.

### Betrieb
Das Bauwerk wurde in den Jahren 2008, 2014 und 2017 auf einer vierstufigen Skala zur Bewertung der Tunnel der Kategorie 1 zugeordnet („Punktuelle Schäden am Bauwerksteil, welche die Sicherheit nicht beeinflussen. Maßnahmen des vorbeugenden Unterhalts sind bei langfristig (länger als 30 Jahre) zu erhaltenden Bauwerksteilen auf ihre Wirtschaftlichkeit hin zu prüfen.“).

### Ausblick
Im Zuge des Deutschlandtakts ist inzwischen ein 10 km langer Fernbahntunnel Nordzulauf geplant, der aus dem Tunnel Feuerbach ausfädeln, Zuffenhausen und die A 81 unterqueren und nördlich von Münchingen, westlich des Langes-Feld-Tunnels, in die Schnellfahrstrecke einfädeln soll. Damit sollen Fahrzeiten von einer halben Stunde zwischen Mannheim und Stuttgart erreicht werden. Der Tunnel Langes Feld würde dabei nicht mehr von schnellen Fernverkehrszügen genutzt werden. Dafür sind, zum Preisstand von 2015, Kosten von 1,1 Milliarden Euro geplant.

## Sicherheitseinrichtungen

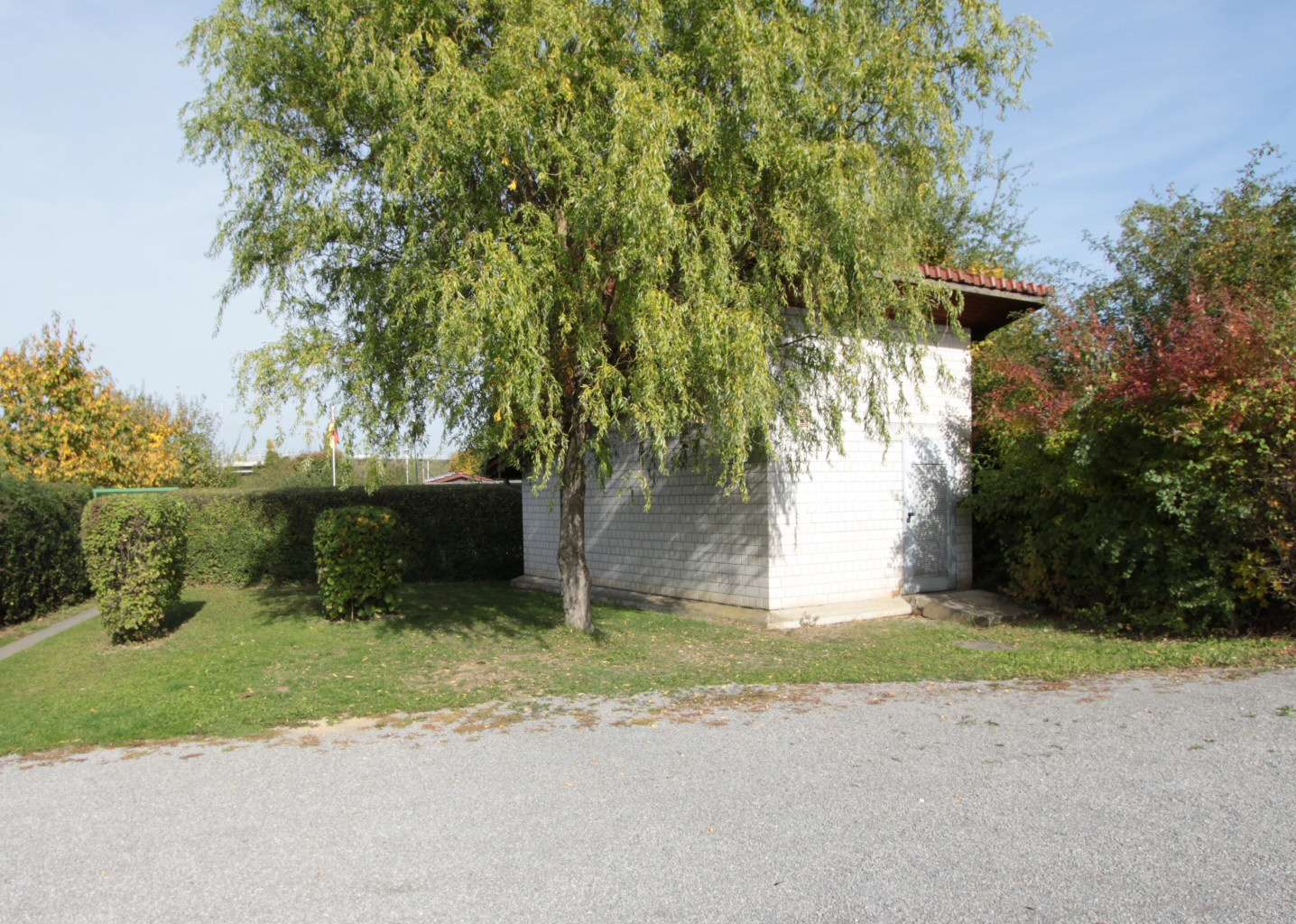
Der südöstliche Notausgang des Tunnels in einem Kleingartengelände

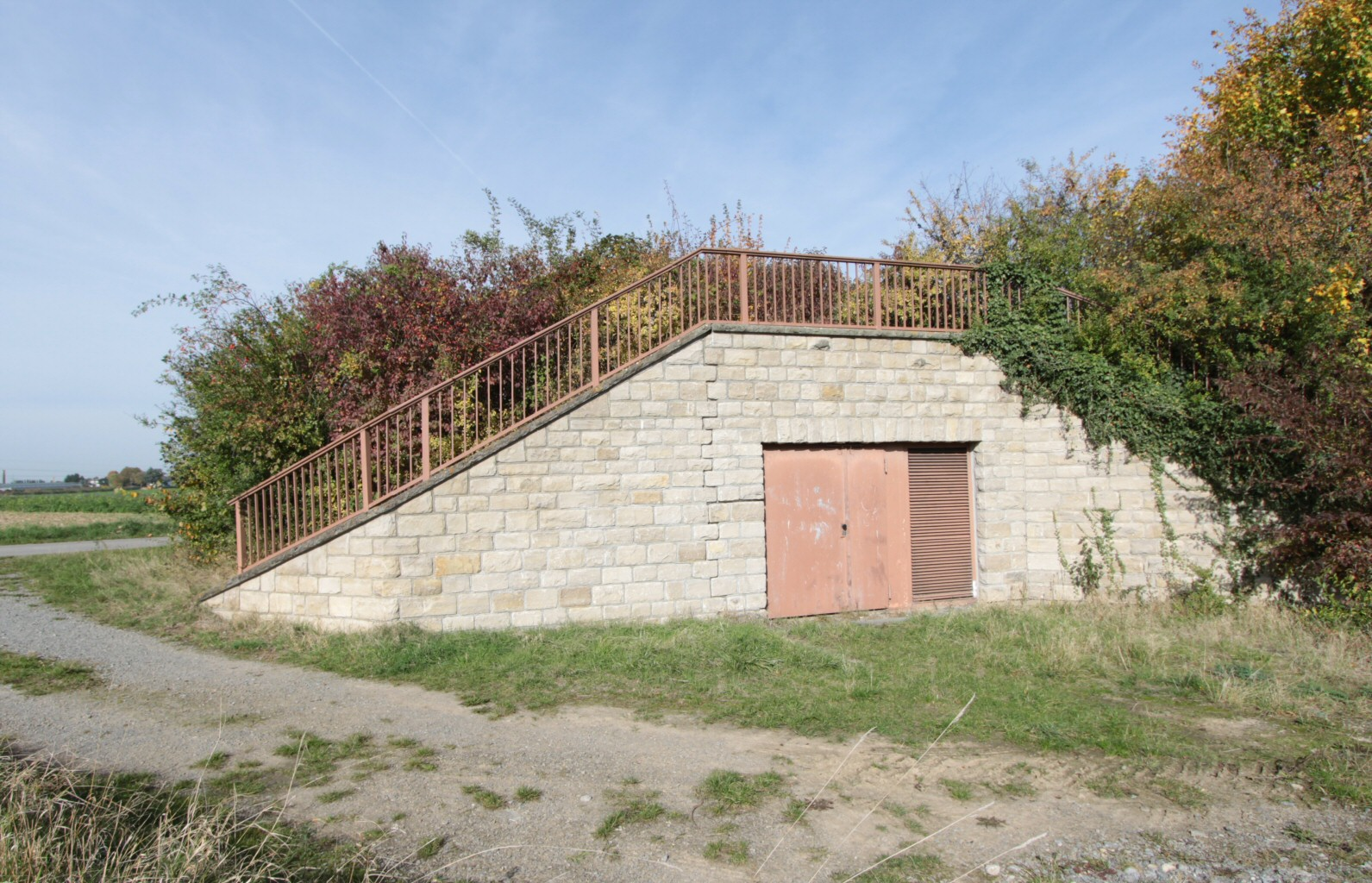
Der nordwestliche Notausgang des Tunnels, inmitten von Wiesen und Äckern

Der Langes-Feld-Tunnel war zur Inbetriebnahme mit einer Tunnel-Orientierungsbeleuchtung (Längsabstand der Lampen: 50 m) ausgestattet und erhielt später eine Tunnel-Sicherheitsbeleuchtung (17 m Längsabstand).

### Notausgänge
Der Langes-Feld-Tunnel zählt, neben dem Pfingstberg- und dem Freudensteintunnel, zu den Röhren der Schnellfahrstrecke, die über Notausgänge verfügen.
- Beim Streckenkilometer 96,0 führt ein Notausgang inmitten der landwirtschaftlichen Flächen des Langen Feldes (bei 48° 51′ 48,3″ N, 9° 9′ 28,4″ O) an die Oberfläche.
- Beim Streckenkilometer 96,9 führt ein Ausstieg auf dem Gelände des Umschlagbahnhofs Stuttgart (bei 48° 51′ 29,3″ N, 9° 9′ 57,7″ O) an die Oberfläche.
- Aus der nördlichen Röhre, die planmäßig von Zügen Richtung Mannheim befahren wird, führt beim Strecken-Km 97,7, in der Nähe des Übergangs in den zweigleisigen Abschnitts (bei 48° 51′ 4,1″ N, 9° 10′ 16,5″ O) an die Oberfläche.

An den Notausgängen sollen Rettungswege, Zuwegungen und Rettungsplätze angelegt werden.